# Paul Gonez
Paul Gonez, né le 28 novembre 1946 à Savenay, est un artisan d'art, sculpteur d'art abstrait français, de Besançon, en Bourgogne-Franche-Comté.

## Biographie
Paul Gonez naît le 28 novembre 1946 à Savenay, entre Nantes et Saint-Nazaire, en Loire-Inférieure, au bord de l'océan Atlantique. Arrivé à Besançon à l’âge de 8 ans, il étudie l'art entre 1962 et 1965 à l'École régionale des beaux-arts de Besançon, et participe à des fouilles archéologiques en Franche-Comté. Il a été l’élève des sculpteurs Georges Oudot, Jean Gilles et Jacques Voitot. Lauréat de l'académie des Beaux-Arts. 
Il commence sa carrière d'artisan d'art sculpteur en 1966. Exposant en France et à l’Etranger (Paris, Besançon, Metz, Nice, Nevers, Vittel, Bruxelles, Genève, Kinshasa, Libreville…) et participant à de nombreux salons, les œuvres de Paul Gonez sont présentes dans de nombreuses collections privées.
Il a réalisé des œuvres monumentales en commandes publiques : Besançon, Delle, Chalain (1 % culturel), Morteau (1 % culturel), Pontarlier, Route nationale 57 (Etalans), Saint Louis, Sochaux, Valdoie (1 % culturel)…  et en commandes privées : Etablissement Guillin à Ornans, Centre de transfusion sanguine de Besançon, Société de coopérative agricole et d’Elevage à Roulans, Groupe Forsym au Fort des Rousses…
Ses sculptures abstraites, se référent le plus souvent aux grandes représentations symboliques.

## Œuvres
- De 1966 à 1978 : sculpture animalière naturaliste, mi réaliste mi imaginaire, en ferronnerie / fer forgé / acier soudé (et dessinateur cartographe à l’Institut de géographie de l'Université de Franche-Comté de 1968 à 1973)

Dans son atelier d'artiste et galerie d'art de Besançon
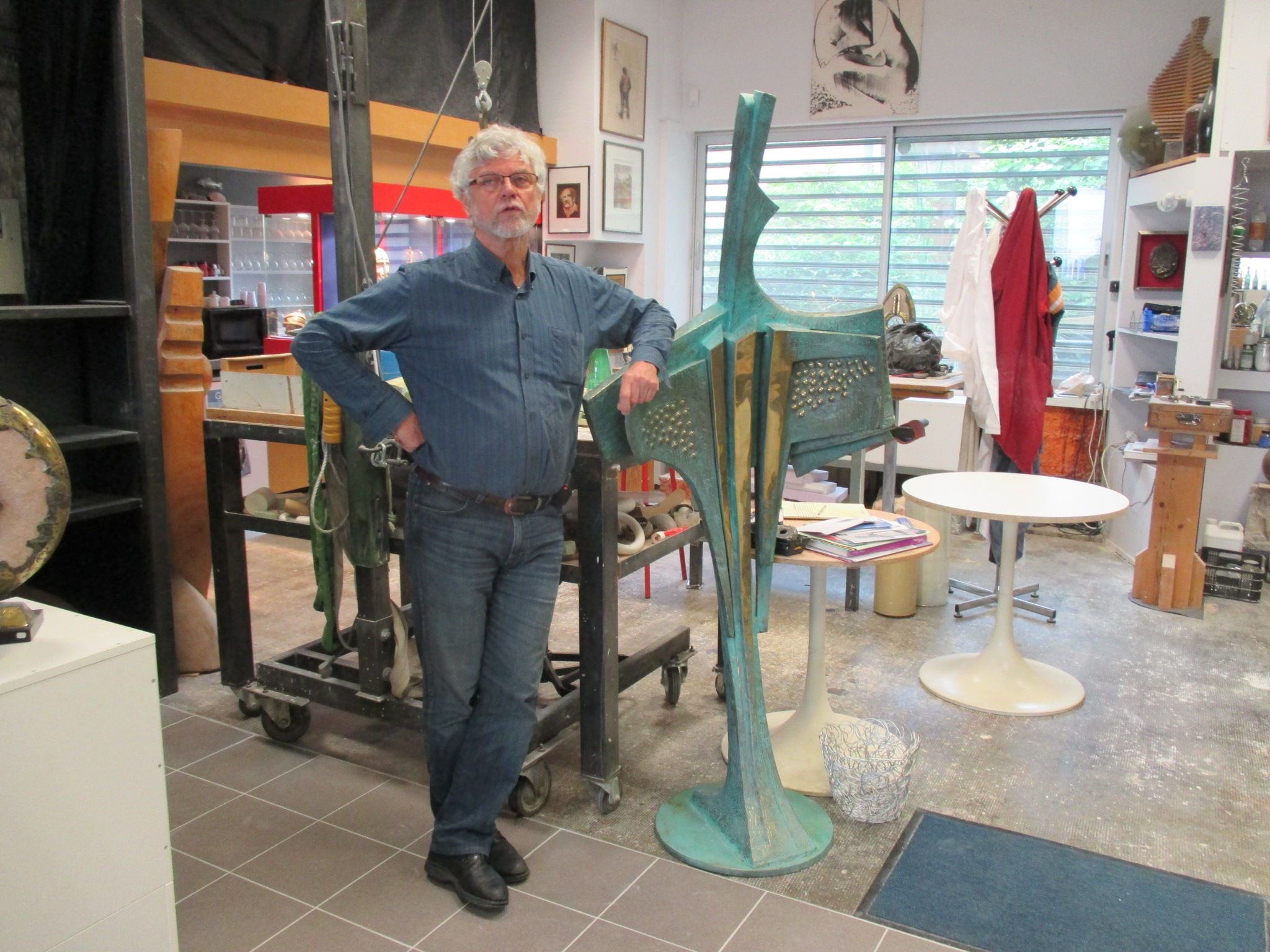
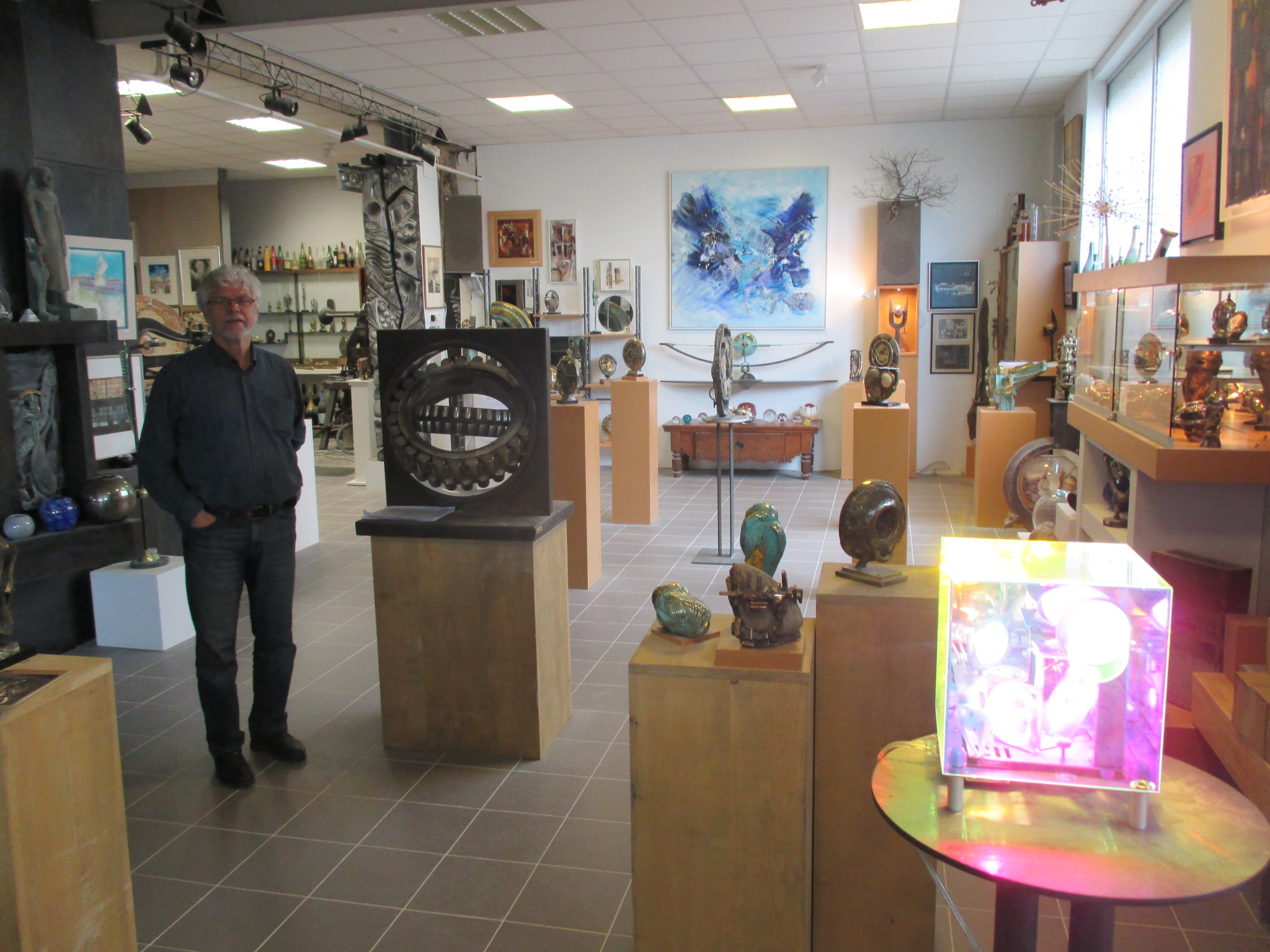
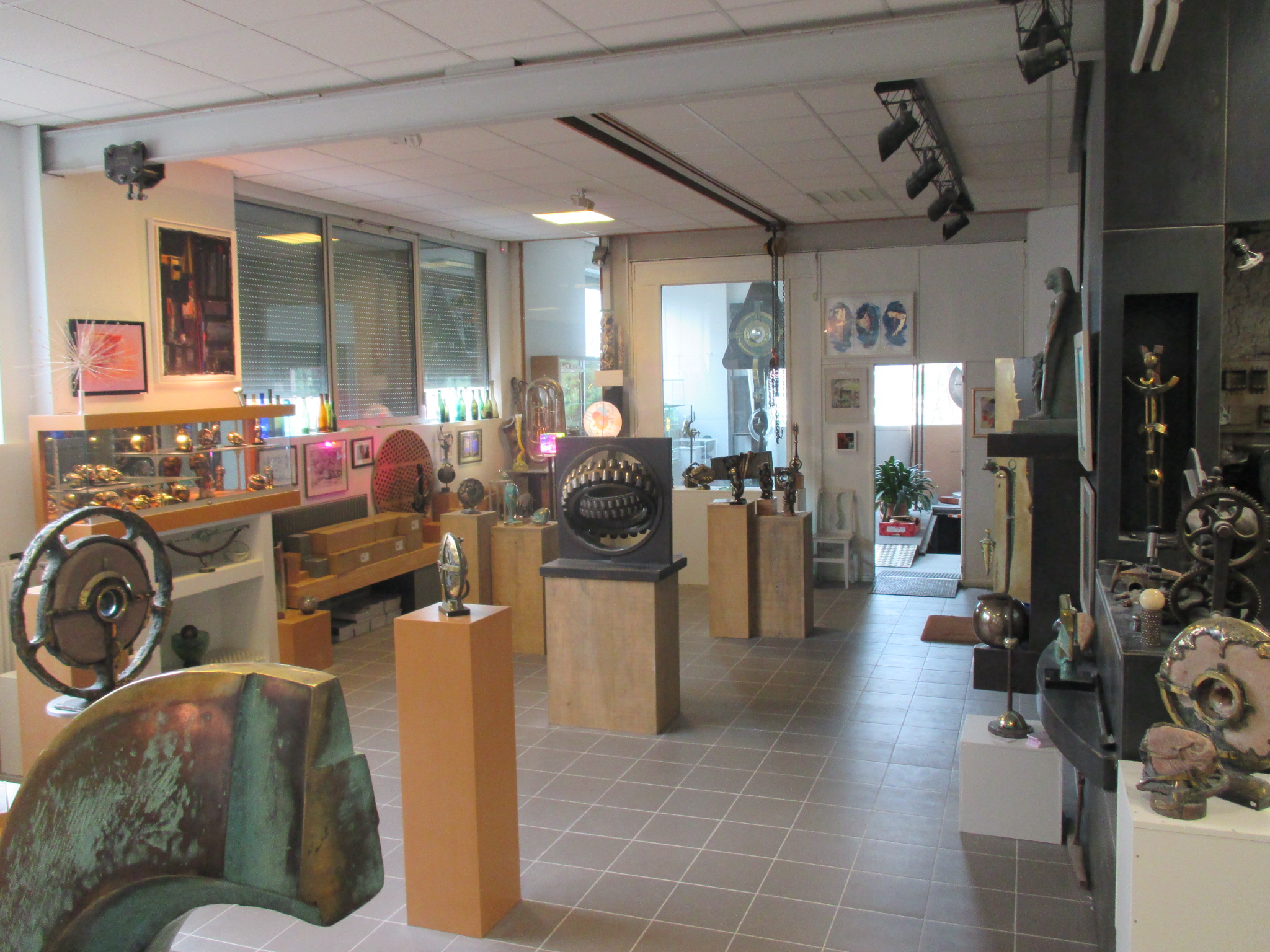
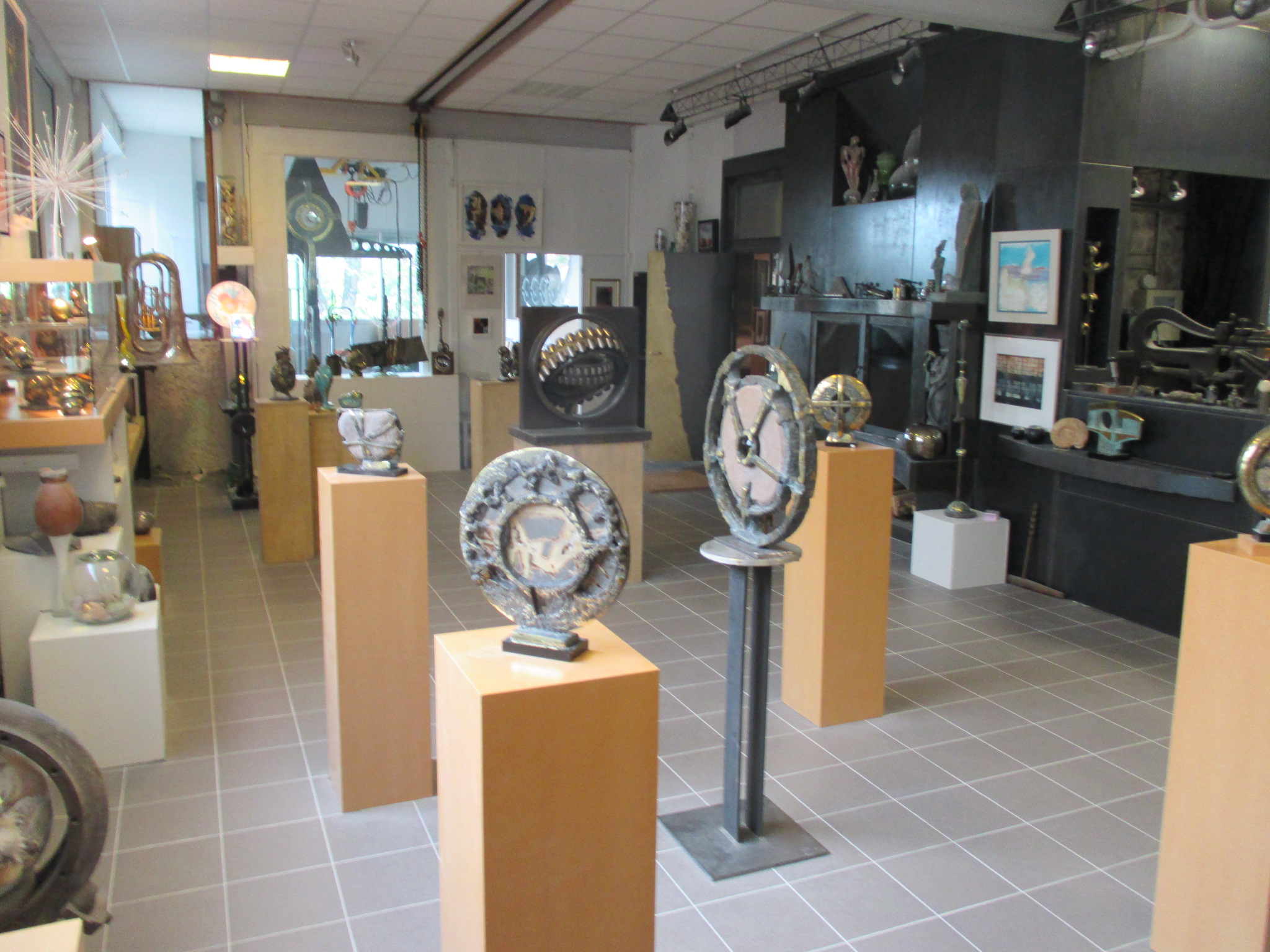

- Depuis 1978 : art abstrait, objets chimériques, symboliques, fantastiques, à base de métissages, convergences, alliances, métamorphoses et synergies de :
  - mélanges entre-chassés d'acier, laiton, bronze, acier inoxydable, pierre, granit, quartz, grès, sodalite, verre, plexiglasse, bois, objets recyclés...
  - thèmes artistiques de prédilection métaphysique et philosophique multiculturelle : le réel, l'imaginaire, des énigmes et mystères de l’universel, de l'essence symbolique de la matière, du minéral, du végétal, de l'animal, de l'humain, du cosmos, des divinités, des guerres, du temps, des cycles, de l’espace-temps, de la destinée, de l'ordre et du chaos de l'univers...

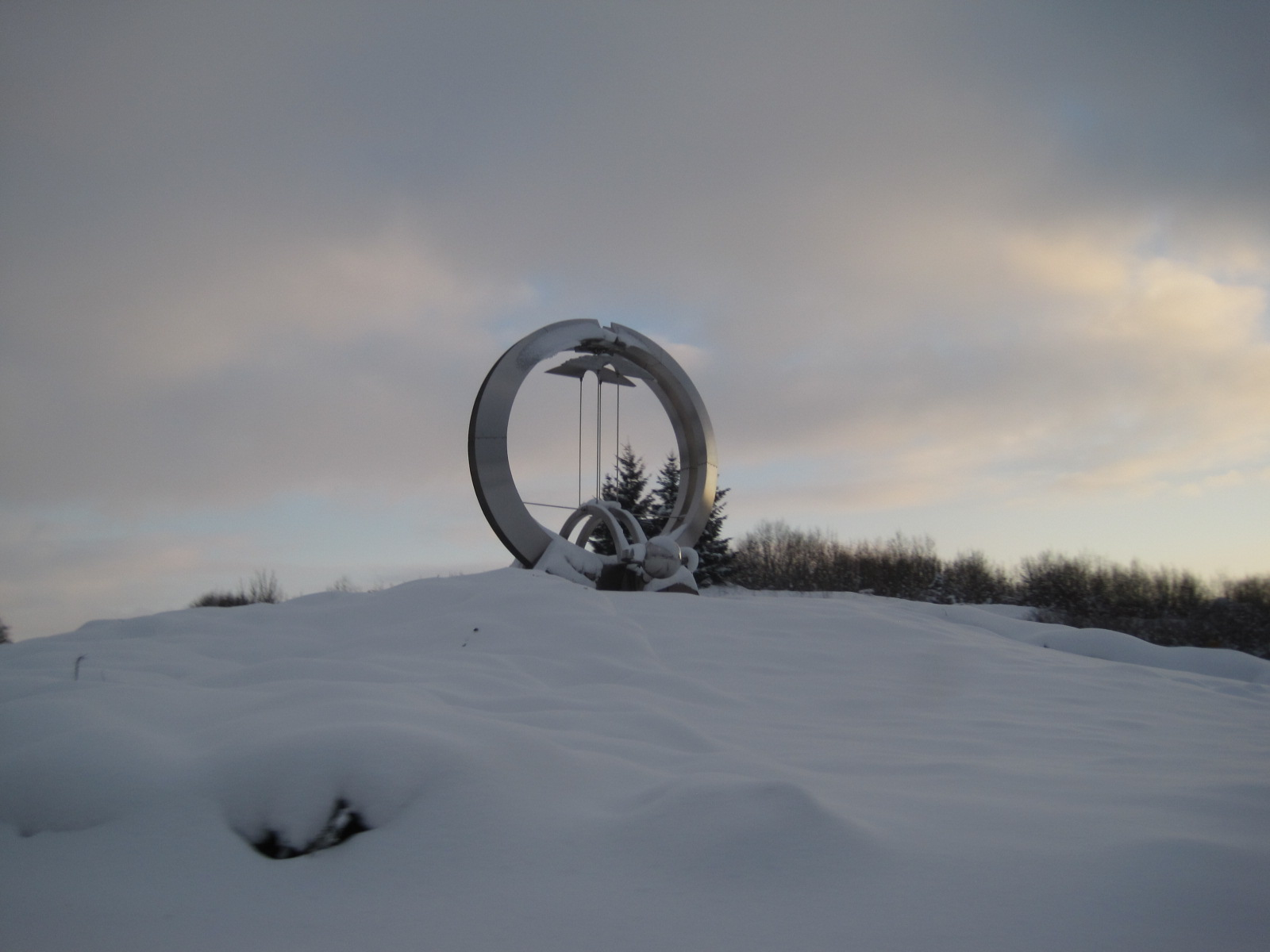
Alliances, acier inoxydable, Étalans, RN 57, 1996
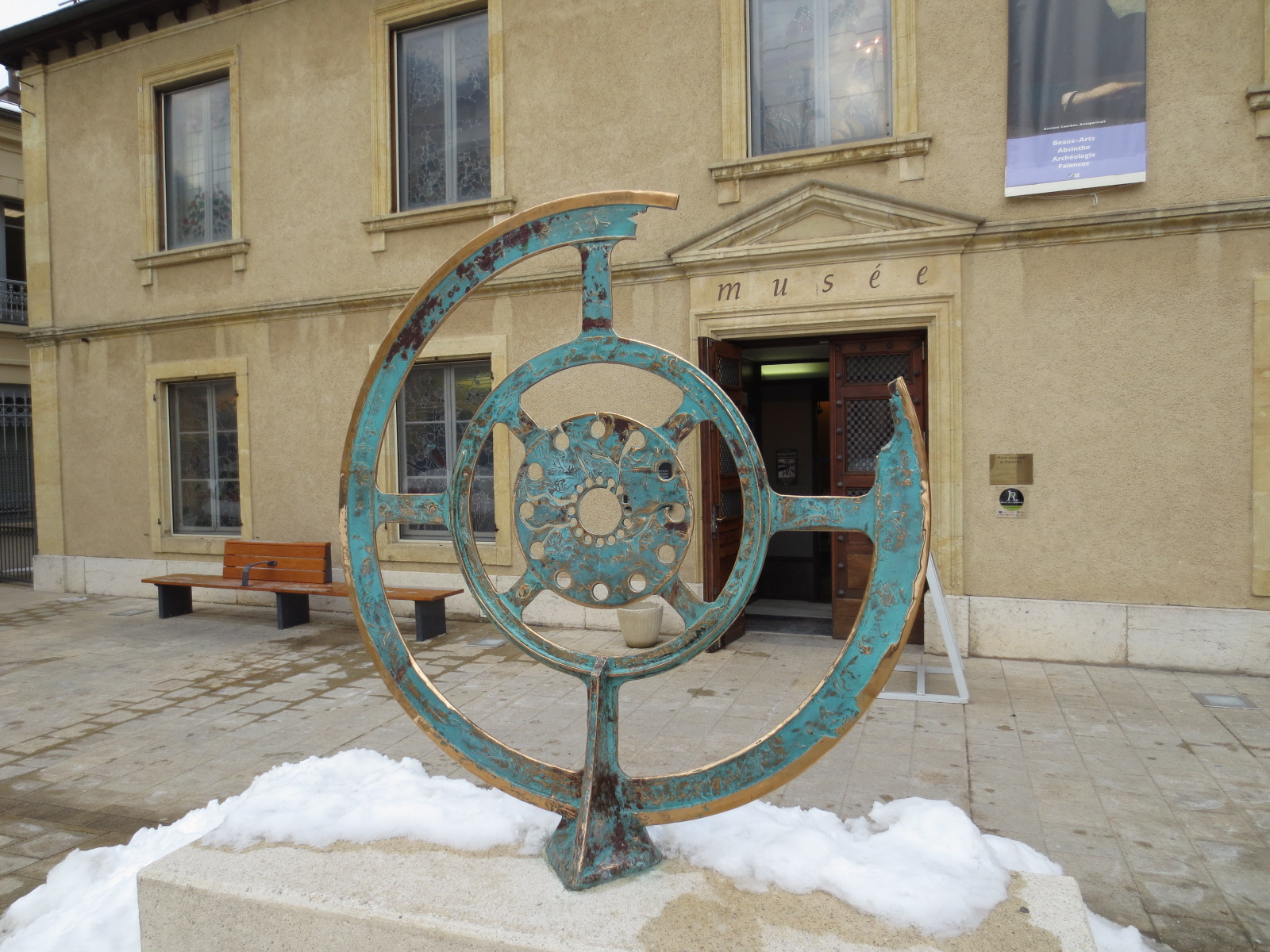
Rouelle pendeloque, 2009, musée d'art et d'histoire de Pontarlier
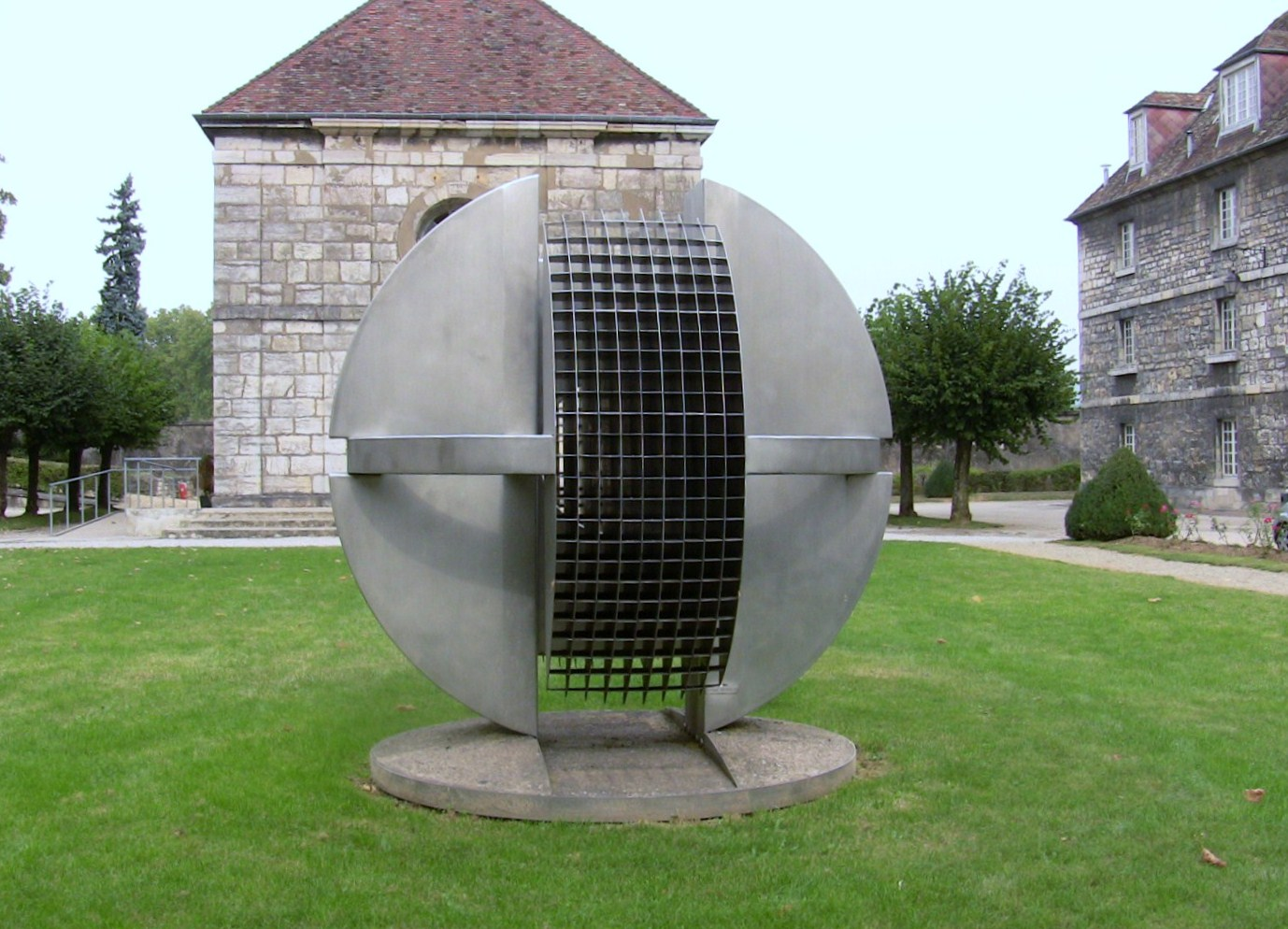
La croisée des vents, Fort Griffon de Besançon, entre 2000 et 2010
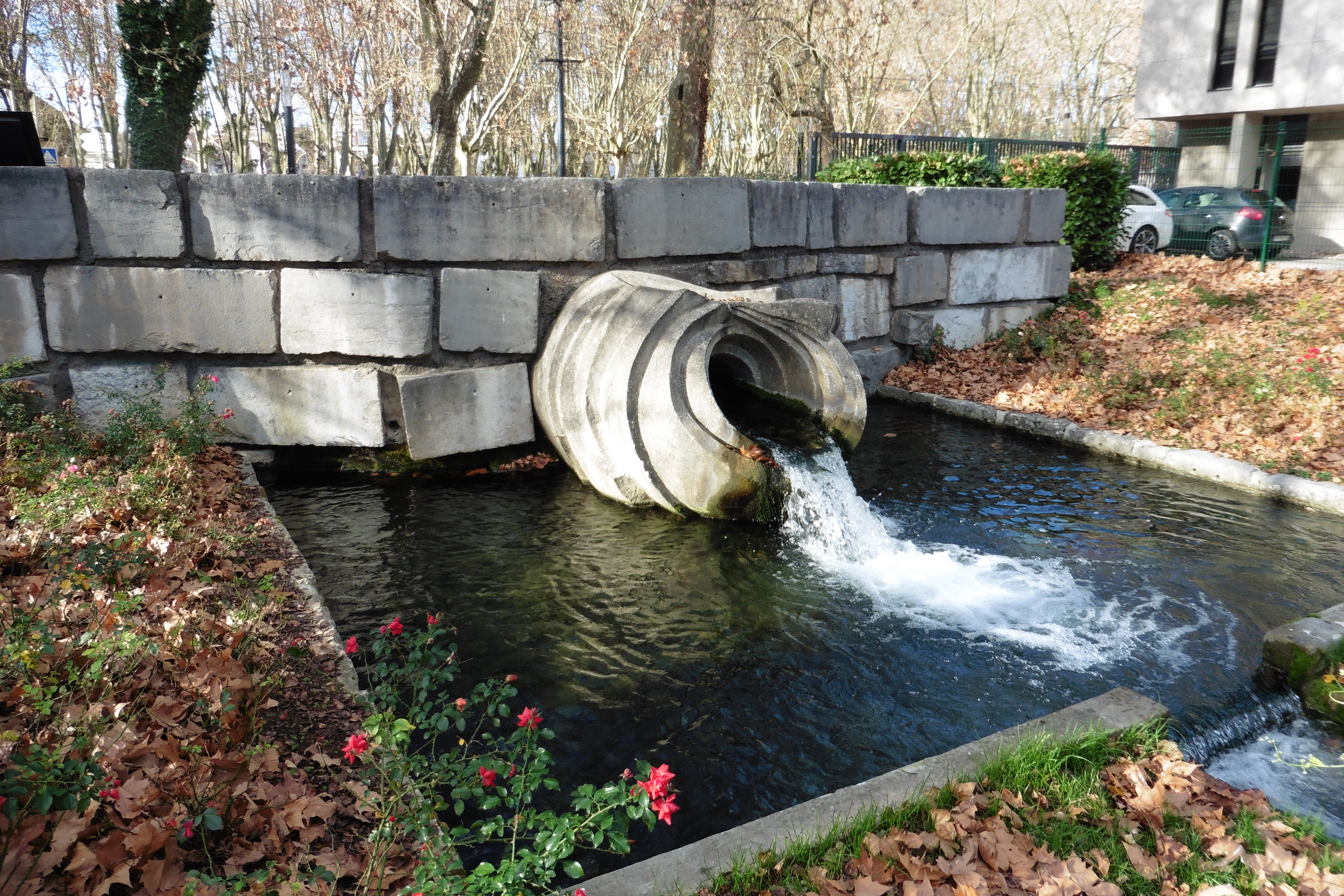
Fontaine Nymphée, 1981, jardins de la Gare d'eau de Besançon
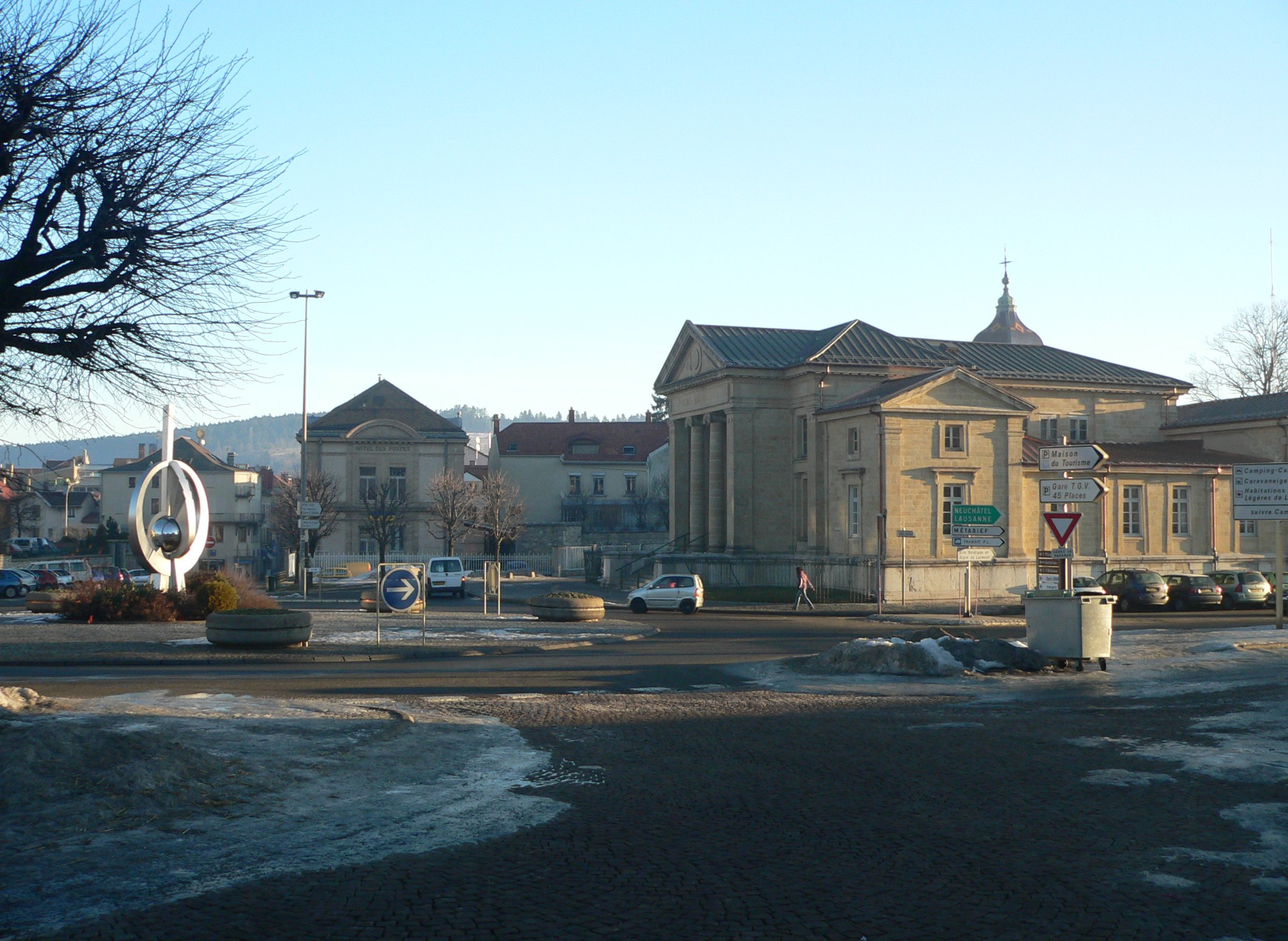
Disque ailé, 1998, Tribunal de Pontarlier

Paul Gonez crée et expose ses œuvres dans son atelier d'artiste, rue de l'Avenir à Besançon.

## Expositions
- Plus de 130 expositions de groupe ou de salons nationaux et régionaux, et une soixantaine d’expositions individuelles internationales...

## Distinctions
- 1983 : Prix Claude Berthault de l’Académie des beaux-arts (France)
- 1986 : Chevalier de l'Ordre des Arts et des Lettres
- 2009 : Médaille d'or de la société académique d’éducation et d'encouragement
- Membre de la fondation Taylor